# Mário Morgado
Mário Jorge de Castro Morgado, noto semplicemente come Mário Morgado (Santa Maria da Feira, 31 dicembre 1969), è un allenatore di calcio ed ex calciatore portoghese, di ruolo difensore.

## Palmarès

### Club

#### Competizioni nazionali
- Campionato portoghese: 1

Porto: 1991-1992
- Coppa del Portogallo: 1

Porto: 1990-1991
- Supercoppa di Portogallo: 1

Porto: 1991

### Nazionale
- Campionato mondiale Under-20: 1

Arabia Saudita 1989